# Chrysobothris atriplexae
Chrysobothris atriplexae är en skalbaggsart som beskrevs av Fisher 1942. Chrysobothris atriplexae ingår i släktet Chrysobothris och familjen praktbaggar. Inga underarter finns listade i Catalogue of Life.